# Meringis shannoni
Meringis shannoni är en loppart som först beskrevs av Jordan 1929.  Meringis shannoni ingår i släktet Meringis och familjen mullvadsloppor. Inga underarter finns listade i Catalogue of Life.